# ایجی گایا
ایجی گایا (انگلیسی: Eiji Gaya؛ زادهٔ ۸ فوریهٔ ۱۹۶۹) بازیکن فوتبال اهل ژاپن است.
از باشگاه‌هایی که در آن بازی کرده‌است می‌توان به باشگاه فوتبال کاشیما آنتلرز و باشگاه فوتبال یوکوهاما مارینوس اشاره کرد.